# Korinnis orlyeusebioi
Korinnis orlyeusebioi is een insect uit de orde Phasmatodea en de  familie Prisopodidae. De wetenschappelijke naam van deze soort is voor het eerst geldig gepubliceerd in 2005 door Zompro.